# ソン・ギヨン
ソン・ギヨン（ハングル表記：성기영、1969年 - ）は、大韓民国の韓国放送公社(KBS)所属のアナウンサー。

## 学歴
- 梨花女子大学校 政治外交学科
- 梨花女子大学校 大学院 経済学科

## 経歴
- 1991年：KBS アナウンサー18期公採。